# 冰島足球甲級聯賽
冰島足球甲級聯賽(1. deild karla) (E. Men's First Division) 是由冰島足球協會舉辦的職業足球聯賽，是冰島聯賽系統中第二等級的聯賽，於1955年舉辦首屆賽事。
該聯賽多年來僅有10支球隊，2007年賽季擴大到12支球隊。

## 外部連結
- Icelandic FA （冰岛语）
- League321.com（页面存档备份，存于） - Icelandic football league tables,